# Ilkiding'a
Ilkiding'a ist ein Verwaltungsbezirk (Ward) des Distrikts Arusha DC in der tansanischen Region Arusha.

## Geografie
Ilkiding'a liegt im Norden von Tansania nördlich der Stadt Arusha am Fuß des Mount Meru. Der Bezirk grenzt im Nordwesten an den Bezirk Sambasha, im Nordosten an das Mount-Meru-Forstreservat, im Osten und im Süden an Oltoroto und im Westen an die Bezirke Kiranyi und Kimnyaki.
Laroi hat eine Fläche von 8,1 Quadratkilometern. Bei der Volkszählung 2022 lebten hier 15.218 Menschen in 3679 Haushalten.

## Gliederung
Der Bezirk besteht aus drei Gemeinden (Mtaa) mit elf Orten (Kitongoji):
| Ilkiding'a - Mula - Lobulu - Ndikala - Laizer | Oloigeruno - Oloigeruno - Naresho - Oltulele - Oldonyo | Ilkisongo - Ilkisongo Chini - Ilkisongo Juu - Ilmelili |

## Wirtschaft und Infrastruktur
- Bildung: Die Ilkiding'a Secondary School ist eine staatliche weiterführende Schule, die auch ein Internat anbietet und Jugendliche bis zur 4. Stufe ausbildet.[8]
- Gesundheit: Die Apotheke in Ilkiding'a führt auch kleine chirurgische Eingriffe durch.[9]